# Dipartimento di Abengourou
Il dipartimento di Abengourou è un dipartimento della Costa d'Avorio. È situato nella regione di Indénié-Djuablin, distretto di Comoé.
Nel censimento del 2014 è stata rilevata una popolazione di 336.148 abitanti. 
Il dipartimento è suddiviso nelle sottoprefetture di 
Abengourou, Amélékia, Aniassué, Ebilassokro, Niablé, Yakassé-Féyassé e Zaranou.